# 共产主义学院
共产主义学院（俄语：Коммунистическая академия），苏联高等教育机构和研究院，位于莫斯科。它包括哲学、历史、文学、艺术和语言、苏联建设与法律、世界经济与世界政治、经济学、农业研究等科学研究所。它旨在使马克思主义者能够独立研究问题，并隐含地与十月革命前已经长期存在的的科学院竞争。1936年并入苏联科学院。1924年至1932年，其负责人为米哈伊尔·波克罗夫斯基。